# Merle Allin
Merle Allin (Concord, 1º settembre 1953) è un bassista statunitense, fratello di GG Allin. È famoso per essere il bassista dei The Murder Junkies.

## Storia
Merle ha iniziato la sua carriera nel 1977 come bassista nei The Malpractice insieme a suo fratello GG Allin che suonava la batteria. Nel 1978 entra a far parte dei The Jabbers, il primo gruppo capitanato da GG Allin con cui, pubblicò due singoli: Beat, Beat, Beat/Bored to Death/One Man Army e Cheri Love Affair/1980‚s Rock N‚ Roll, dopodiché venne rimpiazzato da Alan Chapple. Nel 1991 fondò i The Murder Junkies, insieme a GG appena uscito di prigione, al batterista Dino Sexx e al chitarrista Chicken John Rinaldi. Dopo una serie di concerti nei quali suonavano solo canzoni dei gruppi precedenti di GG, Chicken John lascia il gruppo e subentra William Weber. Si unisce a loro anche Dee Dee Ramone come secondo chitarrista, ma solo per una settimana.
Nell'aprile del 1993 i Murder Junkies pubblicarono il loro primo album, intitolato "Brutality and Bloodshed for All" con l'etichetta "Alive Records". In quello stesso mese GG e la band decisero di intraprendere un tour: "Terror in America", pubblicato in DVD nel 2006. Il tour si concluse il 18 maggio 1993. Il 28 giugno 1993 GG Allin morì per overdose, ma la band decise di continuare, quindi ingaggiarono un nuovo cantante, Mike Denied con cui nel 1995 pubblicarono il loro secondo album: "Feed My Sleaze". Nel 1999 i Murder Junkies si separarono, ma si riunirono nel 2003 per commemorare il 10º anniversario della morte di GG Allin e sono tuttora in attività. Merle risiede attualmente in Nutley, è probabilmente sposato e dedica il suo tempo a scrivere canzoni e alla vendita della merce (CD, DVD ecc.) di suo fratello, attraverso il sito Sito ufficiale di GG.

## Ex band e band attuale
- The Malpractice (nel 1977)
- The Jabbers (nel 1978)
- The Murder Junkies (dal 1991 ad oggi)

## Discografia

### Con i Murder Junkies & GG Allin
- 1993 - "Brutality and Bloodshed for All"

### Con i Murder Junkies
- 1995 - "Feed My Sleaze"
- 2011 - "Road Killer"
- 2013 - "A Killing Tradition"
- 2014 - "Killing for Christ Sakes"

## Videografia

### Con i Murder Junkies & GG Allin
- 1993 - "Terror in America"

### Con i Murder Junkies
- 2005 - "European Invasion 2005"

## Curiosità
- Il look di Merle è molto particolare, infatti esso ha il corpo pieno di tatuaggi, ma ciò che è davvero particolare sono i baffi alla maniera di Adolf Hitler e la barba lunga da cui spuntano quattro trecce rasta lunghe fino alle ginocchia. Merle ha avuto altri look particolari, tra cui la barba lunga solo in un lato del viso o i baffi anch'essi tali.
- GG Allin, in un'intervista, affermò che una volta ebbe rapporti sessuali, precisamente del sesso orale con suo fratello sul palcoscenico. È successo il 28 agosto del 1991 in un concerto in New Jersey.